# Castiglione (Alta Córsega)
Castiglione é uma comuna francesa na região administrativa de Córsega, no departamento da Alta Córsega. Estende-se por uma área de 23,17 km². 